# Megabracon filiseta
Megabracon filiseta är en stekelart som först beskrevs av Günther Enderlein 1920.  Megabracon filiseta ingår i släktet Megabracon och familjen bracksteklar. Inga underarter finns listade i Catalogue of Life.